# Gola (Sprache)
Die Sprache Gola ist die westatlantische Sprache des Gola-Volkes, die in Liberia und Sierra Leone von insgesamt 166.000 Menschen gesprochen wird.
153.000 sprechen die Sprache in Liberia zwischen den Flüssen Mano und Saint Paul River (1991: 99.300) und 13.000 in Sierra Leone.
Die Sprache ist von dem Gola genannten Badyara und dem Gola-Dialekt des Mumuye in Nigeria zu unterscheiden. Die Dialekte des Gola selbst sind: de (deng, todii), managobla (gobla), kongbaa, kpo, senje (sene), tee (tege) und toldil (toodii).